# Torgnyskjeret
Torgnyskjeret är en bergstopp i Antarktis. Den ligger i Östantarktis. Norge gör anspråk på området. Toppen på Torgnyskjeret är 1 900 meter över havet.
Terrängen runt Torgnyskjeret är platt åt nordväst, men åt sydost är den kuperad. Trakten är obefolkad. Det finns inga samhällen i närheten. 